# Gianmarco Mazzi
Gianmarco Mazzi (n. 1 iulie 1960, Verona, Italia) este un politician italian. Este deputat în Parlamentul italian și subsecretar de stat în Ministerul Culturii.